# Coleophora apicella
Coleophora apicella é uma espécie de mariposa do gênero Coleophora pertencente à família Coleophoridae.